# Puth
Puth (Limburgs: Pöt) is een kerkdorp in het zuiden van de Nederlandse provincie Limburg, dat behoort tot de gemeente Beekdaelen en dat oostelijk van Geleen ligt. Het dorp heeft (in 2023) 2.165 inwoners.
Puth ligt tezamen met Doenrade op een plateau (het Plateau van Doenrade), een glooiende hoogvlakte in het Zuid-Limburgse Heuvelland, waar een oude Romeinse handelsweg loopt, vanuit Duitsland richting Maastricht. Deze verbindingsweg heet tegenwoordig de Maastrichterweg. Het ontstaan van Puth is vermoedelijk te danken aan deze handelsweg. Ondanks de hoge ligging van het desbetreffende gebied ontstond hier toch een populatie wegens de aanwezigheid van zeer vruchtbare en makkelijk te bewerken grond.

## Etymologie
De naam Puth is hoogstwaarschijnlijk afgeleid van de in dit dorp aanwezige diepe waterputten en werd voor het eerst genoemd in een akte uit 1377. Daarin spreekt men over een ridder, luisterend naar de naam Jan van Putte.

## Geschiedenis
Puth behoort van oudsher tot de (voormalige) gemeente Schinnen en is pas sinds het begin van de 20e eeuw een volwaardig kerkdorp. Daarvoor bestond het uit een aantal onsamenhangende gehuchten, waaronder Onderste Puth, Bovenste Puth en 't Einde. In de jaren zestig en zeventig van de 20e eeuw heeft het dorp zijn sterkste groei doorgemaakt door de aanleg van een woonwijk ten zuidoosten van de kern.
Veel van de oude bebouwing is verloren gegaan, ook vanwege de aanleg van de nieuwe verbindingsweg met Geleen.

## Bezienswaardigheden
- De Petrus Canisiuskerk van Puth werd in 1930 en 1931 gebouwd naar een ontwerp van Caspar Franssen en zijn zoon Joseph Franssen. In deze kerk zijn wandschilderijen te vinden van Pieter Geraedts sr. (1911-1978). Vanaf april 2022 worden in de kerk geen diensten meer gehouden; dit wegens de bouwvallige staat ervan en de hoge kosten van herstel. Het is nu (mei '25) onduidelijk wat er met het kerkgebouw gaat gebeuren.
- In Puth zijn er drie kapelletjes te vinden:
  - Christoffelkapelke in Bovenste Puth aan de Kempkensweg
  - Onze-Lieve-Vrouw-van-Lourdeskapel aan de Sittarderweg-Pastoor Albertsstraat
  - Mariakapel aan de Bernhardstraat-Eenheidsstraat
- Behouden is een aantal vakwerkhuizen waarvan sommige als hoogwaardig gekwalificeerd kunnen worden. Ook treft men fragmenten aan van vakwerk op binnenplaatsen, voornamelijk in Bovenste Puth. Hier en daar komt men nog clusters tegen van een gesloten bebouwing, welke de restanten zijn van het voormalig geheel.
  - Bovenste Puth 1, vakwerkhuis uit de 1e helft van de 19e eeuw.
  - Kerkweg 153, vakwerkhuis van 1628, inwendig met 17e-eeuws stucplafond.
- In het verleden lagen er vele grote boerderijen met vaak tientallen hectares grond. Hiervan is nog maar weinig overgebleven. De hoeve Mahove en Hautvast aan Geneinde zijn nog enkele overblijfselen uit het verleden.
  - Hoeve Kerkweg 133, vierkantshoeve met vakwerk uit de 18e eeuw. De bakstenen straatgevel stamt uit de 1e helft van de 19e eeuw.

Zie ook:
- Lijst van rijksmonumenten in Puth
- Lijst van gemeentelijke monumenten in Puth

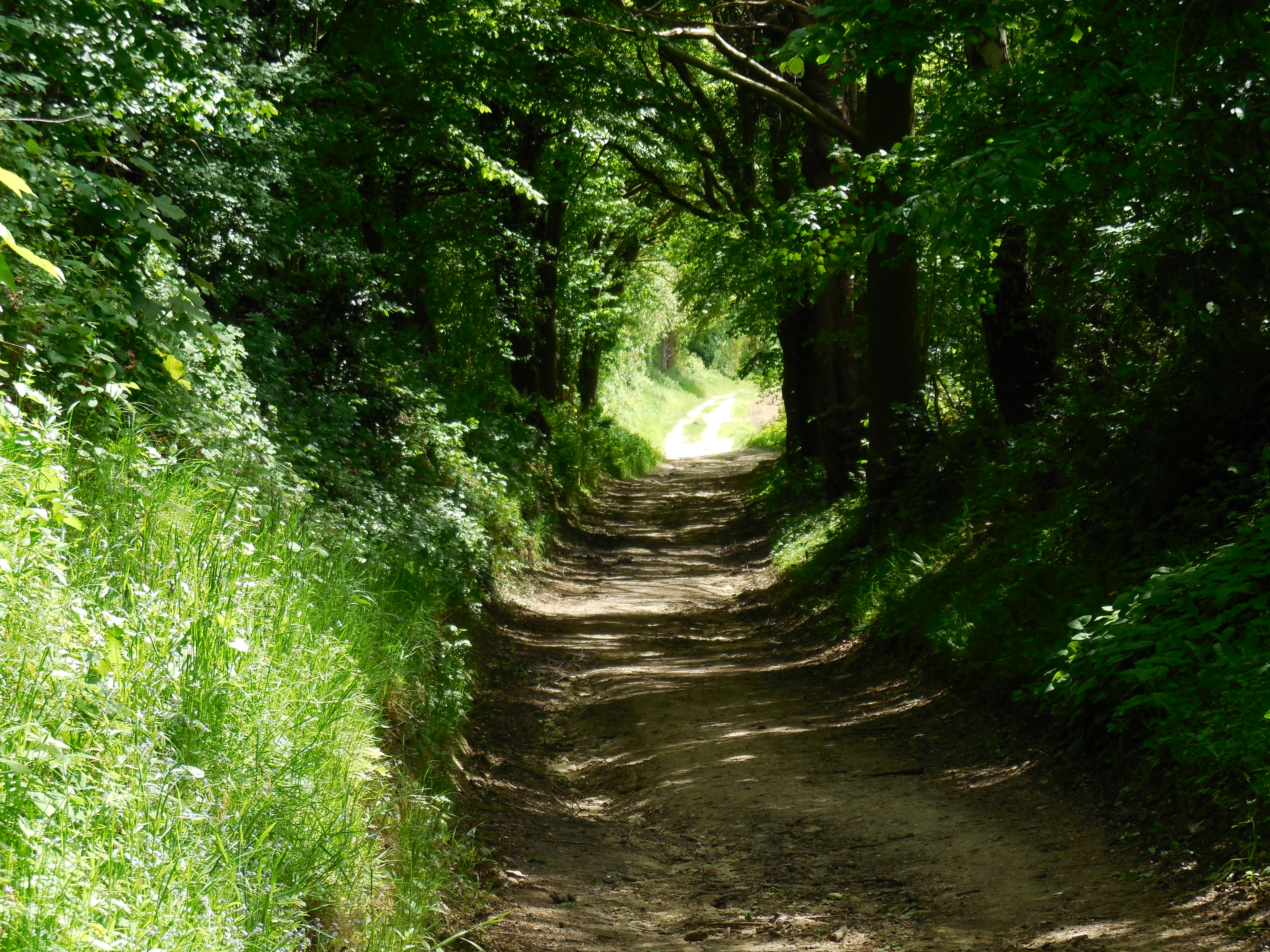
Voorbeeld van een holle weg in Puth

## Natuur en landschap
Het dorp kent een lintbebouwing, beginnend bij de Steenstraat via Onderste Puth, Bovenste Puth en Kempkensweg richting Sweikhuizen.
Rond het dorp liggen een aantal hellingen, waaronder de Keldenaar, de Putherberg en de Zandberg. Ten zuidwesten van het dorp ligt het Stammenderveld, een uitloper van het plateau dat een maximale hoogte heeft van 109,3 m boven NAP. De omgeving is in trek bij fietsers en wandelaars vanwege de vele beklimmingen, glooiende landschappen en vergezichten. Het Pieterpad en het Pelgrimspad doen Puth aan. Direct ten zuidoosten van Puth vindt men de Putherberg, aan de rand van het plateau, op 108 meter hoogte.
Ten noorden van Puth bevindt zich het natuur- en recreatiegebied Wanenberg, en ten zuidwesten het Stammenderbos. Op het plateau overheerst de landbouw.

## Geboren in Puth
- Paul Frissen (1955), hoogleraar bestuurskunde

## Nabijgelegen kernen
Geleen, Munstergeleen, Windraak, Sweikhuizen, Schinnen, Doenrade